# Onthophagus monodon
Onthophagus monodon es una especie de insecto del género Onthophagus, familia Scarabaeidae, orden Coleoptera.

## Historia
Fue descrita científicamente por Fahraeus en 1857.